# 大島やすいち
大島 やすいち（おおしま やすいち、本名：大島 矢須一（読み同じ）、1954年3月24日 - ）は、日本の漫画家。京都府京都市出身。平安高等学校卒業。東京都練馬区在住。男性。

## 人物
高校時代は沼田清のアシスタントを務め、1971年、『週刊少年サンデー』（小学館）掲載の「青春の土」（新人漫画賞入選）でデビュー。
主に少年漫画・青年漫画を執筆している。
代表作に『おやこ刑事（でか）』（原作：林律雄）、『バツ&テリー』等。
妻の川島れいこも漫画家で、川島との間に生まれた娘の大島永遠と三島弥生もそれぞれ漫画家として活躍中。お笑い芸人の小林アナは遠戚にあたる。

## 経歴
- 1971年 - 「青春の土」でデビュー。
- 1977年 - 『おやこ刑事』連載開始。
- 1983年 - 『バツ&テリー』連載開始。
- 1984年 - 『バツ&テリー』で第8回講談社漫画賞少年部門受賞。

## 作品リスト
- 青春の土（1970年、週刊少年サンデー、小学館） - デビュー作
- あのゴールをめざせ（1971年、週刊少年サンデー）
- 狼の打者（1971年、週刊少年サンデー）
- 駒が舞う（1972年-1973年、週刊少年サンデー）
- 熱球南十字星（1972年、少年サンデー増刊号、小学館）
- キャッチマン（1973年、週刊少年サンデー）
- ひだりまき甚太（1973年、週刊少年サンデー）
- とびだせ又兵衛（1973年、少年サンデー増刊号）
- 土俵の怪童（1974年、週刊少年サンデー）
- 三冠王王貞治物語（1974年、小学館入門百科シリーズ、小学館）※1980年に「不滅の大打者王貞治」で再販
- ミスター又兵衛（1974年、少年サンデー増刊号）
- 背番号マイナス10番（1974年、週刊少年サンデー）
- 天下一大物伝（1975年、週刊少年サンデー） - テレビドラマ化
- 王貞治物語（1975年、少年サンデー増刊号）
- 火の玉レッズ（1976年、小学四年生、小学館）
- ストライク一平（1977年、小学三年生 - 小学四年生、小学館）
- おやこ刑事（原作：林律雄、1977年-1981年、週刊少年サンデー） - テレビドラマ化
- 青春高校野球部（1977年、少年サンデー増刊号）
- 現代警察（1977年、季刊現代警察、啓正社）
- おれが大将（1978年-1980年、マンガ君 - 少年ビッグコミック、小学館）
- おれが片目のドンだ（1978年、リリカ、サンリオ）
- あとの祭り（1979年、ビッグコミック、小学館）
- 鷹は…（1980年、ビッグコミック）
- 一撃伝（1980年-1984年、少年ビッグコミック - 少年ビッグ、小学館）
  - 一撃拳（1987年-1988年、週刊少年マガジン）
- 千里の馬（ランナーズ）（1981年、リイドコミック、リイド社）
- 勇太やないか（1981年-1982年、週刊少年サンデー）
- バツ&テリー（1982年-1987年、週刊少年マガジン、講談社） - 第8回講談社漫画賞受賞、アニメーション映画化
  - バツ&テリーCOP（1987年、月刊少年マガジン・週刊ヤングマガジン、講談社）
- 映画ションベン・ライダーオーディション広告の挿絵（1982年）
- リトル・ジュン（1984年、週刊少年マガジン）
  - はーいステップジュン（1985年、マガジンスペシャル、講談社） - リトル・ジュンの連載版、テレビアニメ化
- ボバンバ・バンボ（1985年、週刊少年マガジン）
- マーミー（1986年、モーニング、講談社）
- スクランブル親衛隊（1986年、週刊少年マガジン）
- 魔女キンキラ（1988年、モーニング増刊、講談社）
- I LOVE N・Y（1988年、ペントハウス、講談社）
- ショット!ダン（1988年-1989年、週刊少年マガジン）
- K.O.（1988年-1989年、月刊少年マガジン）
- 熱闘コンドルズ（1989年、週刊モーニング）
- シャドウ（1989年、コミックバーガー、スコラ）
- ボウフラ（1990年、漫画アクション、双葉社）
- ジャスティス（1991年、少年マガジン増刊、講談社）
- 神の拳（1991年、ビジネスジャンプ、集英社）
- こちら大阪社会部（原作：大谷昭宏、1991年-1996年、ミスターマガジン、講談社）
  - こちら社会部（原作：大谷昭宏　1996年-1998年、ミスターマガジン）
- ショット（1992年、ビジネスジャンプ増刊、集英社）
- なむさん（1992年-1993年、漫画アクション）
- アクションスター（1992年-1993年、月刊少年マガジン）
- チキンバスケット（1992年、月刊少年キャプテン、徳間書店）
- TEAM男道（1994年-1995年、月刊少年マガジン）
- あるがまま（1994年-1996年、ゴルフトゥデイ、日本ヴォーグ社）
- アウトロー（1995年、漫画アクション）
- JOCKEY（原作：田原成貴　1996年-1997年、ヤングマガジン増刊エグザクタ、講談社）
- スポーツ女医八神蘭（1997年-1998年、週刊現代、講談社）
- 黒のゴルファー（1998年-2001年、アルバコミック、小池書院）
- 探偵屋の女房（1998年-2001年、リイドコミック） - オリジナルビデオ化
- 風介がゆく（2001年、週刊モーニング）
- 熱き男の2002（2001年-2002年、週刊ポスト、小学館）
- 兎の玉三郎（2002年-不明、ALBA、小池書院）
- 探し屋の女房（2002年-2005年、コミック乱、リイド社）
- 英雄三国志（2003年-不明、時代劇ファン、集英社）
- 虎狼〜二匹の無頼（2005年-2006年、コミック乱）
- 武田二十四将（2006年-2008年、コミック乱）
- 剣客商売（原作：池波正太郎、2008年-連載中、コミック乱）
- 週刊マンガ日本史（朝日新聞出版）
  - 第10号『源義経』（2009年）
  - 第22号『石田三成』（2010年）

## アシスタント
- 里見桂
- 高橋和希
- 渡辺みちお
- 真船一雄